# Julia Alcayde Montoya
Julia Alcayde Montoya (Gijón, Asturias, 22 de mayo de 1855-Madrid, 1939), fue una pintora española, considerada como una de las mejores pintoras españolas de finales del siglo XIX y comienzos del siglo XX, que destacó por sus bodegones, floreros y escenas de caza, aunque también trabajó el paisaje y el retrato. Es una de las primeras artistas asturianas de relieve y una de las máximas representantes del bodegón burgués.

## Biografía
Nació en Gijón, pero siendo aún niña fue trasladada a vivir a Madrid, aunque no perdió el contacto con su tierra natal, regresando a Asturias siempre que le fue posible. Su formación artística comenzó en la capital, en la Escuela de Artes y Oficios de Madrid que dirigía el profesor Manuel Ramírez. Pronto destacó por su capacidad para plasmar emociones con lápices y pincel a través de diferentes técnicas como el óleo, la acuarela o el pastel. Al mismo tiempo que desarrollaba su actividad artística mantuvo una intensa relación con destacadas figuras de la política y la cultura, entre los que destacaban los escritores Benito Pérez Galdós y Emilia Pardo Bazán.
Su obra fue seleccionada para ser expuesta en diversas Exposiciones Nacionales de Bellas Artes llegando algunas de ellas a ser galardonadas con el tercer premio en forma de medalla en las ediciones de 1892 y 1895, segundo premio en dos ocasiones; en 1899 por la obra El puesto de mi calle (actualmente en el Museo Jovellanos, Gijón) y en 1912 por el lienzo titulado Frutas. También participó en las Exposiciones Internacionales de Chicago de 1893, Bruselas de 1910, Buenos Aires y Roma de 1911 y Múnich de 1913. En Asturias, al ganar el primer premio del concurso de pintura organizado por el periódico El Noroeste, de Gijón. En 1903 obtuvo una primera medalla en la exposición celebrada en el Círculo de Bellas Artes de Madrid, y concurrió, igualmente, a los Salones de otoño de Madrid.
La gran cantidad de galardones que acumuló a lo largo de su trayectoria la convierten aún hoy en la artista asturiana que más medallas obtuvo en las Exposiciones Nacionales de Bellas Artes. 
De ella escribió el poeta Antonio F. Grilo en la dedicatoria de su libro Ideales: A la más bella y espiritual de las mujeres; a la Reyna de las artistas españolas, al pincel más inspirado de las frutas y de las flores; a mi niña mimada Julia Alcayde.
Recibió, además, comentarios muy laudatorios por parte de la crítica aparecidos en Blanco y Negro, La Ilustración Española y Americana, ABC, El Sol, la revista Asturias, El Noroeste de Gijón, y en otros muchos periódicos y revistas, tanto de Madrid, como de Asturias, así como de las demás provincias españolas.
Su última exposición tuvo lugar en 1935, a partir de la cual se retiró de la vida artística y social. Al cumplir los ochenta años, comenzó a debilitarse su estado de salud, padeciendo achaques que la obligaron a permanecer en casa hasta su muerte.

## Obra y estilo
Su producción artística se especializa en bodegones, floreros y escenas de caza, aunque también trabajó el retrato, ente los que destaca el dedicado a su padre o su propio autorretrato que hoy en día permanece expuesto en el Museo Jovellanos de Gijón. Cultivó, además, con gran maestría el paisajismo. Su obra se enmarca en una reproducción fiel de la naturaleza y sus connotaciones climatológicas que se convirtieron en el sello diferenciador de la pintura asturiana de finales del siglo XIX.
La composición de floreros y bodegones le proporcionaron un sólido y duradero éxito; lo que permitió que algunos críticos la situaran, como bodegonista, a la altura de Zurbarán, Sebastián Gessa, Isidre Nonell o Juan Gris.
Hoy en día su obra se encuentra en diferentes museos (Museo del Prado, Museo Jovellanos, Museo de Bellas Artes de Asturiaso Museu Nacional d´Art de Catalunya), instituciones públicas y colecciones particulares, no sólo en España sino en ciudades como Múnich, Berlín, Berna, Zúrich, Chicago o Buenos Aires, donde en su momento participó en exposiciones internacionales.
El puesto de mi calle, Bodegón de La Caza y el Bodegón de las mandarinas son algunas de sus obras más conocidas.